# Strobilanthes wardiana
Strobilanthes wardiana är en akantusväxtart som beskrevs av John Richard Ironside Wood. Strobilanthes wardiana ingår i släktet Strobilanthes och familjen akantusväxter. Inga underarter finns listade i Catalogue of Life.